# Huub Stevens
Hubertus "Huub" Jozef Margaretha Stevens (Sittard, 29 november 1953) is een Nederlands voetbaltrainer en voormalig voetballer.

## Carrière als speler

### Fortuna SC
Stevens groeide op in de Sittardse volkswijk Stadbroek, waar hij bij op achtjarige leeftijd lid werd van de jeugd van Sittardia dat in 1968 met Fortuna '54 fuseerde tot Fortuna SC. Op zestienjarige leeftijd debuteerde hij daar onder trainer Evert Teunissen in het eerste elftal. Het was nochtans een moeilijke periode voor de tiener, die op 4 mei 1971 zijn vader Joseph verloor na een auto-ongeluk. Fortuna kwam in de jaren 70 uit in eerste divisie. Stevens, een bikkelharde verdediger, groeide in korte tijd uit tot een titularis in De Baandert.

### PSV
In 1975 wees Adrie van Kraaij, die met Stevens samenspeelde in de UEFA-jeugd, zijn werkgever PSV op de kwaliteiten van de verdediger van Fortuna. In 1975 tekende Stevens een contract bij PSV, de toenmalige kampioen van Nederland, waar hij beschouwd werd als de opvolger van de Zweedse voorstopper Björn Nordqvist. Trainer Kees Rijvers was aanvankelijk niet onder de indruk van Stevens, die na hard trainen toch een basisplaats wist te veroveren. In zijn eerste twee seizoenen liep hij wel twee keer een blessure op die hem langdurig aan de kant hield; eerst een kuitbeenbreuk en later een breuk van een middenvoetsbeentje.
Ondanks zijn blessureleed won Stevens in 1976 de dubbel met PSV. In de Eredivisie eindigde de club op de eerste plaats met één punt voorsprong op Feyenoord. In de bekerfinale in de Rotterdamse De Kuip versloeg de club Roda JC na verlenging met 1-0 door een doelpunt van Ralf Edström. Stevens speelde de volledige wedstrijd. In de Europacup I bereikte PSV dat seizoen de halve finale, waarin het werd uitgeschakeld door Saint-Étienne.
In het seizoen 1977-1978 miste Stevens amper speelminuten bij PSV. De verdediger had dan ook een groot aandeel in het veroveren van de zevende landstitel in de geschiedenis van PSV. De Eindhovenaren wonnen dat jaar ook de UEFA Cup. Stevens en zijn ploegmaten schakelden eerst in de halve finale het FC Barcelona van de Nederlanders Johan Cruijff, Johan Neeskens en Rinus Michels uit en wonnen nadien in de finale van het Franse SC Bastia. Na een 0-0 gelijkspel tegen de Fransen in de heenwedstrijd, maakte PSV het voor eigen publiek in Eindhoven af met een knappe 3-0 thuiszege.
Na de eindwinst in de UEFA Cup kende PSV een sportieve dip. De club won geen nationale prijzen meer en raakte in de UEFA Cup niet verder dan de tweede ronde. In 1980 werd Rijvers vervangen door Jan Reker, die op zijn beurt na enkele maanden plaatsmaakte voor Thijs Libregts. Onder Libregts werd PSV in 1981-1982 vicekampioen.
In het seizoen 1982-1983 keerde Reker terug als hoofdcoach. Ditmaal slaagde hij er na drie seizoenen wél in om PSV naar een hoofdprijs te leiden. In zijn elfde seizoen (1985-1986) voor de Eindhovense club werd Stevens voor de derde keer landskampioen. Na het behalen van de titel werd Hans Kraay sr. benoemd als hoofdtrainer en raakte Stevens voor het seizoen 1986-1987 zijn basisplaats kwijt, waardoor hij aan het einde van dat seizoen een punt zette achter zijn carrière als profvoetballer.

### Profstatistieken
| Seizoen | Club       | Land      | Competitie     | Wed. | Goals |
| ------- | ---------- | --------- | -------------- | ---- | ----- |
| 1970/71 | Fortuna SC | Nederland | Eerste divisie | 8    | 0     |
| 1971/72 | Fortuna SC | Nederland | Eerste divisie | 25   | 1     |
| 1972/73 | Fortuna SC | Nederland | Eerste divisie | 16   | 0     |
| 1973/74 | Fortuna SC | Nederland | Eerste divisie | 35   | 2     |
| 1974/75 | Fortuna SC | Nederland | Eerste divisie | 27   | 1     |
| 1975/76 | PSV        | Nederland | Eredivisie     | 11   | 1     |
| 1976/77 | PSV        | Nederland | Eredivisie     | 25   | 0     |
| 1977/78 | PSV        | Nederland | Eredivisie     | 30   | 0     |
| 1978/79 | PSV        | Nederland | Eredivisie     | 32   | 4     |
| 1979/80 | PSV        | Nederland | Eredivisie     | 30   | 3     |
| 1980/81 | PSV        | Nederland | Eredivisie     | 29   | 0     |
| 1981/82 | PSV        | Nederland | Eredivisie     | 32   | 2     |
| 1982/83 | PSV        | Nederland | Eredivisie     | 30   | 1     |
| 1983/84 | PSV        | Nederland | Eredivisie     | 26   | 3     |
| 1984/85 | PSV        | Nederland | Eredivisie     | 29   | 0     |
| 1985/86 | PSV        | Nederland | Eredivisie     | 19   | 1     |
| Totaal  | Totaal     | Totaal    | Totaal         | 404  | 19    |

## Trainer

### Begin van carrière
Stevens begon zijn trainerscarrière in 1986 bij PSV, waar hij diverse jeugdteams trainde. Op 1 maart 1993 ging hij bij Roda JC uit Kerkrade aan de slag en behoedde Roda JC in het sezoen 1992-1993 voor degradatie en eindigde met de club als 11e. Na onder meer een goed seizoen 1993-1994 waarop een haar na Europees voetbal werd gemist en een uiterst succesvol seizoen 1994-1995, waarin Roda JC in de competitie tweede werd achter AFC Ajax en met Roda JC Europa in mocht, werd Stevens na de UEFA Cup wedstrijden tegen het Duitse FC Schalke 04 in oktober 1996,  aangesteld als hoofdcoach van de Duitse club. Hij zou tot juni 2002 aan het bewind blijven. In mei 1997 won Stevens met FC Schalke 04 de UEFA Cup. In 2001 eindigde Stevens met de club als tweede in de Bundesliga achter kampioen FC Bayern München en in 2001 en 2002 won de club onder leiding van Stevens de DFB-Pokal. Na Schalke 04 ging Stevens Hertha BSC Berlin trainen. Bij de Berlijnse club werd hij op 4 december 2003 weggestuurd wegens gebrek aan succes. Hierna was hij van 14 juni 2004 tot 22 mei 2005 trainer van 1. FC Köln, waarmee hij door het kampioenschap van de 2. Bundesliga direct promotie wist te bewerkstelligen. Hij is de enige trainer van 1. FC Köln tussen 1996 en 2006 die niet werd ontslagen.
Eind mei 2005 keerde Stevens terug naar Nederland, waar hij opnieuw trainer werd van Roda JC met als assistent trainer oud Roda JC speler Raymond Atteveld. De functie van hoofdtrainer vervulde hij tot 2 februari 2007; op 3 februari 2007 maakte Stevens de overstap naar het laaggeklasseerde Hamburger SV.. Atteveld volgde Stevens destijds op als hoofdtrainer van Roda JC. 
Stevens slaagde erin om HSV voor degradatie te behoeden; onder zijn leiding werden er in vijftien wedstrijden dertig punten gehaald met een zevende plaats in de Bundesliga als gevolg. In zijn eerste volledige jaar in de Noord-Duitse havenstad eindigde HSV als vierde, al werd plaatsing voor de UEFA Cup pas op de laatste speeldag (door een 7-0 zege op Karlsruher SC) veiliggesteld.

### Mislukt avontuur bij PSV
In de zomer van 2006, toen hij trainer was van Roda JC, werd Stevens voor het eerst benaderd door zijn oude liefde PSV voor het hoofdtrainerschap. Na enkele gesprekken koos de club echter voor Ronald Koeman en vertrok Stevens naar HSV. In november 2007, nadat Koeman na het met de hakken over de sloot behalen van het kampioenschap halsoverkop vertrok, werd Stevens opnieuw benaderd. Ditmaal koos de club wel voor Stevens, nadat Martin Jol en Fred Rutten hadden laten weten niet beschikbaar te zijn. Aangezien Stevens nog onder contract stond bij HSV, werd besloten tot een constructie waarbij voormalig assistent Jan Wouters als interim-trainer zou fungeren tot het eind van het jaar en Sef Vergoossen het lopende seizoen af zou ronden. Stevens zou hierna, in de zomer van 2008, de leiding definitief overnemen.
Na zijn aanstelling bij PSV kwam Stevens in aanvaring met algemeen directeur Jan Reker, die in de jaren 80 trainer van PSV was toen Stevens nog bij PSV voetbalde. Stevens stelde dat hij liefst Adri Koster en, de eerder in onmin geraakte, Erwin Koeman als assistenten wilde. Met Koster kwam Reker niet tot overeenstemming, terwijl hij Koeman afserveerde. Hierna werden de zittende assistenten Wouters en, de met Vergoossen meegekomen, Dwight Lodeweges hem min of meer opgedrongen. Als keeperstrainer kreeg hij na het gedwongen vertrek van Joop Hiele, naast Hans Segers, de Braziliaan Flavio Tenius toegewezen, nadat dit bij contractonderhandelingen was toegezegd aan keeper Heurelho Gomes. Nadat Gomes vertrok, werd Tenius, nog voor de komst van Stevens, alweer vervangen door Anton Scheutjens. Binnen de club heerste de brede opvatting dat de ploeg, na het vertrek van onder andere Jefferson Farfán, aanvallend tekort kwam. Door bezuinigingen konden door Stevens gewilde spelers als Milan Jovanović van Standard Luik en Mevlüt Erdinç van FC Sochaux niet gehaald worden, waardoor de selectie in kwaliteit achteruit ging. Als vervanger van de met ruzie vertrokken Gomes, werd Andreas Isaksson, de tweede keeper van Manchester City gehaald, terwijl de concurrentie van de 35-jarige Bas Roorda en de nog jonge Jeroen Zoet voor de positie onder de lat eigenlijk miniem was.
Stevens zou zeven maanden bij de club blijven. Het lukte hem niet, na de vele succesvolle jaren van Guus Hiddink, Ronald Koeman en diens tijdelijke opvolger Sef Vergoossen, het elftal op de rails te krijgen. Stevens, die toch bekendstond als trainer die discipline en respect hoog in het vaandel had, bleek niet in staat de rommelende spelersgroep in het gareel te houden en kwam in botsing met diverse kopstukken uit de selectie. Begin november raakte hij tijdens een openbare training in een felle woordenwisseling met Edison Mendez. Op 16 november schold Danko Lazović Stevens na een succesvolle invalbeurt tegen Ajax openlijk, in het Servisch, uit. Lazović kreeg van de club een boete opgelegd, waarna de Serviër in de daaropvolgende wedstrijd een basisplaats kreeg toebedeeld. Begin december richtte Carlos Salcido zijn pijlen in een uitgebreid interview onder de titel Ik voel me als voetballer doodgemaakt op Stevens.
Op woensdag 28 januari 2009 bood Stevens bij de directie van de Eindhovenaren zijn ontslag aan als hoofdtrainer. Met een achterstand van vijftien punten op lijstaanvoerder AZ en vijf nederlagen in negentien competitieduels, een figurantenrol in UEFA Champions League en een snelle uitschakeling in de KNVB beker waren de prestaties in de eerste seizoenshelft zeer teleurstellend. Bovendien verliep de samenwerking met Reker slecht en werd er niets gedaan met de adviezen die hij neerlegde bij de directie. Daarnaast was er, naar zijn zeggen, geen klik tussen de spelersgroep en hem. Hij werd, op aanraden van de spelersgroep, voor het resterende deel van het seizoen vervangen door Dwight Lodeweges en in de zomer van 2009 definitief opgevolgd door Fred Rutten.
In oktober 2009 diende er een arbitragezaak tussen Stevens en PSV over de afwikkeling van de vertrekregeling. Waarbij Reker Stevens beschuldigde de club in diskrediet te hebben gebracht in twee interviews in De Telegraaf en Voetbal International, waarin hij vertelde over zijn maanden bij de Eindhovens club. Stevens antwoordde dat zijn werk structureel was ondermijnd door Reker en dat dit de reden was dat hij niet meer kon functioneren bij de club. Tijdens de arbitragezaak werd de club deels in het gelijk gesteld en mocht zij voldoen met de helft van de toegewezen vergoeding. Reker zou uiteindelijk zelf enkele maanden later, zonder opgaaf van redenen, zijn ontslag indienen.

### Verdere carrière
Op 21 april 2009 werd bekend dat Stevens Co Adriaanse op zou volgen als coach bij Red Bull Salzburg. Hij tekende een contract voor twee seizoenen. Met deze club werd Stevens in zijn eerste jaar als trainer landskampioen (2009/10). Op 7 april 2011 werd hij ontslagen en opgevolgd door Ricardo Moniz. Op 27 september 2011 werd hij voor de tweede keer aangesteld als trainer van FC Schalke 04. Op 16 december 2012 werd Stevens ontslagen als trainer van Schalke 04. Dit wegens tegenvallende prestaties in de Bundesliga; Stevens had met zijn club zes duels op rij niet weten te winnen. Jens Keller, jeugdtrainer bij Schalke, nam zijn taken per direct over. Zes maanden na zijn gedwongen vertrek bij Schalke 04 begon Stevens aan zijn tiende klus als hoofdtrainer. De Limburger tekende voor twee jaar bij PAOK. Ton Lokhoff werd assistent. Op 2 maart 2014 werd hij ontslagen als trainer van PAOK, direct na een 2-2 gelijkspel tegen Ergotelis in een uitwedstrijd. De Griekse club hield Stevens verantwoordelijk voor de slechte resultaten. Hoewel PAOK tweede stond in de competitie, was de achterstand met Olympiakos te groot geworden. Op het moment van ontslag bedroeg de achterstand negentien punten. Daarnaast was PAOK in de Europacup uitgespeeld, nadat het verloor van Benfica.
Stevens werd op 9 maart 2014 aangesteld als trainer van VfB Stuttgart. Hier volgde hij de ontslagen Thomas Schneider op. Hij leidde de Duitse ploeg in de laatste tien wedstrijden van het seizoen 2013/14 en behoedde die in die tijd voor degradatie. Na afloop van het seizoen nam Armin Veh het roer over van Stevens, maar die stapte op 24 november 2014 na twaalf competitiewedstrijden op. Stuttgart stond op dat moment laatste in de Bundesliga, met negen punten uit twaalf wedstrijden. VfB Stuttgart stelde een dag later Stevens opnieuw aan. Zijn tweede termjn begon Stevens met een 4-1 overwinning op SC Freiburg. Na een reeks van negen duels zonder overwinning won zijn ploeg op zaterdag 21 maart 2015 weer eens in de Bundesliga. Op eigen veld was de hekkensluiter met 3-1 te sterk voor middenmoter Eintracht Frankfurt. Uiteindelijk wist Stevens de ploeg weer in veilige haven te loodsen, al gebeurde dat pas op de laatste speeldag, op zaterdag 23 mei, toen zijn elftal met 2-1 won op bezoek bij hekkensluiter SC Paderborn. "We kunnen hem alleen maar bedanken. Hij heeft ons enorm geholpen", aldus technisch directeur Robin Dutt een dag later, toen hij het vertrek van Stevens aankondigde.
Stevens werd in oktober 2015 als trainer aangesteld bij TSG 1899 Hoffenheim. Hier volgde hij Markus Gisdol op, onder wie de club voorlaatste stond in de Bundesliga. Op 10 februari 2016 legde hij zijn functie wegens gezondheidsredenen neer.
Vanaf mei 2017 tot maart 2018 was Stevens in dienst als adviseur bij Roda JC. Na het ontslag van Domenico Tedesco bij FC Schalke 04 werd hij tot het einde van het Bundesliga seizoen 2018/19 interim-trainer. Op 18 december 2020 keerde Stevens tot het eind van het jaar terug in de rol van interim-trainer bij FC Schalke 04, waar hij de ontslagen Manuel Baum opvolgde. Onder Stevens tweede interim periode speelde Schalke 04 twee wedstrijden, in de competitie werd verloren en in de beker gewonnen, voordat hij op 27 december 2020 werd opgevolgd door de Zwitser Christian Gross.

## Erelijst

### Als speler
| Competitie     |        |                           |     |     |
| Competitie     | Aantal | Jaren                     |     |     |
| PSV            | PSV    | PSV                       | PSV | PSV |
| -------------- | ------ | ------------------------- | --- | --- |
| Internationaal |        |                           |     |     |
| UEFA Cup       | 1x     | 1977/78                   |     |     |
| Nationaal      |        |                           |     |     |
| Eredivisie     | 3x     | 1975/76, 1977/78, 1985/86 |     |     |
| KNVB beker     | 1x     | 1975/76                   |     |     |

### Als trainer
| Competitie           |            |                  |            |            |
| Competitie           | Aantal     | Jaren            |            |            |
| Schalke 04           | Schalke 04 | Schalke 04       | Schalke 04 | Schalke 04 |
| -------------------- | ---------- | ---------------- | ---------- | ---------- |
| Internationaal       |            |                  |            |            |
| UEFA Cup             | 1x         | 1996/97          |            |            |
| Nationaal            |            |                  |            |            |
| DFB-Pokal            | 2x         | 2000/01, 2001/02 |            |            |
| Hertha BSC           |            |                  |            |            |
| DFB-Ligapokal        | 1x         | 2002             |            |            |
| FC Köln              |            |                  |            |            |
| 2. Bundesliga        | 1x         | 2004/05          |            |            |
| Hamburger SV         |            |                  |            |            |
| UEFA Intertoto Cup   | 1x         | 2007             |            |            |
| PSV                  |            |                  |            |            |
| Johan Cruijff Schaal | 1x         | 2008             |            |            |
| Red Bull Salzburg    |            |                  |            |            |
| Bundesliga           | 1x         | 2009/10          |            |            |

### Individueel
- Trainer van het jaar in Oostenrijk in het seizoen 2009/10
- Trainer des Jahrhunderts (trainer van de eeuw van de club) gekozen door de supporters van Schalke 04